# 안해룡
안해룡(安海龍, 1961년 ~ )은 대한민국의 다큐멘터리 영화 제작자이자 촬영 감독이다. 동아시아, 동남아시아를 여행하면서 잊혀진 한국사에 초점을 둔 아시아프레스의 작가이다.
안해룡의 다큐멘터리 영화 나의 마음은 지지 않았다(2009년)에는 제2차 세계 대전 희생자, 전 위안부 여성 송신도가 등장한다.

## 참여 작품
- 블랙코리안 (1996년, 단편 영화)
- 나의 마음은 지지 않았다
- 다이빙벨 (영화)
- 풍진에 묻힌 망향가